# Punisher MAX
Série de quadrinhos estrelada pelo Justiceiro, e publicada pelo 
selo adulto Marvel MAX, da editora Marvel Comics. O título tem periodicidade mensal, e traz sempre roteiros do consagrado Garth Ennis (Preacher).